# Междоусобная война на Руси (1195—1196)
Междоусобная война на Руси (1195—1196) — борьба за власть в русских княжествах, вызванная разделом Киевской земли после смерти Святослава Всеволодовича и опасениями смоленских Ростиславичей за своё влияние в Киеве и Смоленске.

## Распределение волостей на Киевщине
После смерти Святослава Всеволодовича (1194) основными претендентами на киевское княжение были его младший брат Ярослав черниговский и соправитель по Киевской земле с 1181 года Рюрик Ростиславич, глава смоленских Ростиславичей и на тот момент всех Мстиславичей (Роман волынский был женат на дочери Рюрика и был его союзником). Рюрик, в свою очередь, признавал старшинство в роде Мономаховичей за Всеволодом суздальским, который был младше его возрастом на 15-20 лет, но приходился ему двоюродным дядей. Старшинство Всеволода признавал и Владимир галицкий, его племянник по матери.
Рюрик занял Киев и передал Поросье Роману Мстиславичу. Тогда Всеволод совершил дипломатический манёвр, позволивший ему разрушить союз южных Мономаховичей и тем самым избежать самостоятельного доминирования Рюрика и его союзников в общерусском масштабе. Всеволод потребовал у Рюрика Поросье для себя, и тот предпочёл лишиться такого союзника, как Роман, чтобы сохранить такого союзника, как Всеволод. Но вслед за этим Всеволод, уже будучи полноправным хозяином Поросья, отдал его своему зятю и сыну Рюрика Ростиславу. План Всеволода сработал: Роман перешёл в лагерь Ольговичей, сторонников Ярослава черниговского в качестве претендента на Киев, развёлся с дочерью Рюрика и обратился за помощью к польским Казимировичам. Однако, Роману пришлось прежде оказать им помощь в польской междоусобице. После битвы при Мозгаве осенью 1195 года Роман вернулся во Владимир-Волынский раненым и предпочёл замириться с Рюриком, давшим ему г. Полонный на границе Киевщины и Волыни. Однако вскоре из Полонного люди Романа стали атаковать владения Рюрика.

## Витебский поход Ольговичей
Пытаясь обезопасить себя, но и тем самым провоцируя конфликт, Рюрик и Давыд Ростиславичи со Всеволодом Большое Гнездо попытались взять с Ольговичей клятву не претендовать на Киев и Смоленск, чем вызвали резкую отповедь мы не угры и не ляхи, а одного деда внуки. Впоследствии Рюрик осуждал Всеволода суздальского за несоблюдение обещания соединиться под Черниговом с Рождества, то есть в самом начале 1196 года, но этот поход не состоялся из-за бездействия Всеволода.
Тогда Рюрик передал Ольговичам принадлежащий зятю Давыда смоленского Витебск, что, возможно, следует понимать как передачу Витебска полоцким и друцким союзникам Ольговичей. Ольговичи во главе с Олегом Святославичем пошли на Витебск через смоленские земли и столкнулись со смоленским войском во главе с Мстиславом Романовичем.
По версии Рюрика, виноваты в случившемся были Ольговичи, не дождавшиеся оповещения Рюриком Давыда о решении передать Витебск и грабившие оказавшиеся на их пути смоленские земли. Поход Ольговичей произошёл в великое говение, то есть только в начале весны 1196 года.
Во время первоначального успеха смолян, возможно, погиб (был иссечён) сын Олега Давыд. Но полочане ударили смолянам в тыл, что привело к разгрому последних. В плен (к Борису друцкому) попал командовавший ими Мстислав Романович. Получив весть о победе, Ярослав черниговский с другими Ольговичами поехал изъездом в Смоленск, но их догнали послы от Рюрика, пригрозившие осадой Чернигова в их отсутствие.

## Кампания лета и осени 1196 года
Летом Рюрик собрал свои и половецкие войска с целью пойти на Чернигов и добиться освобождения племянника из плена. К активным действиям подталкивал его и Всеволод, предпочитавший, чтобы кампания была начата Рюриком и обещавший, что поддержит его. Но Рюрик не сделал этого, возможно, не желая оголять свой тыл перед Романом. Вместо этого Рюрик собирался выступить против Романа.
Тем временем Ольговичи подготовились к вторжению с севера и северо-востока. Густонаселённые юго-западные районы Чернигово-Северской земли были отгорожены засеками, а главные силы Ольговичей придвинулись к засекам, оставив в Чернигове Олега и Глеба Святославичей на случай вторжения Рюрика. Всеволод с рязанцами и муромцами и Давыд вторглись в Черниговское княжество. Рюрик же, узнав о действиях Давыда и Всеволода, отменил поход на Волынь, но не пошёл и на Чернигов. Он лишь послал в Галич своего племянника Мстислава Мстиславича, передавшего Владимиру Ярославичу просьбу атаковать Перемиль, которая была исполнена. В то же время Ростислав Рюрикович с чёрными клобуками атаковал другое владение Романа — Каменец. Из Новгородской летописи известно о том, что Всеволод пытался привлечь к походу и новгородцев, даже задержав нескольких бояр, но новгородское войско дошло лишь до Лук.
Казалось бы, Ольговичи стояли на пороге катастрофы, но Всеволод, заключая мир с ними, позаботился о том, чтобы не усилить позиции Рюрика. Фактически Всеволод заключил сепаратный мир. Из его требований смоленской стороне было выгодно прежде всего освобождение Мстислава Романовича (бывшего и тестем старшего сына Всеволода Большое Гнездо Константина, сватом Всеволода). 6 октября 1196 года владимирцы уже вернулись домой.
Конфликт Рюрика с Романом так и не был улажен. Всеволод не остановился даже перед тем, чтобы потерять место своего представителя в Новгороде, Ярослава Владимировича, в пользу меньшего сына Ярослава Всеволодовича (зима 1196/1197).

## Последующие события
В 1198 году умер Владимир Ярославич галицкий, признававший старшинство Всеволода Большое Гнездо, и Роман Мстиславич, уже однажды княживший в Галиче (1188), с помощью польских Казимировичей стал галицким князем, создав таким образом Галицко-Волынское княжество. Между тем Ольговичи выдвинули в кандидаты на Галич Игоревичей, внуков Ярослава Осмомысла по матери. Это позволило Рюрику выйти из изоляции, примкнув к Ольговичам, и они вместе с половцами стали готовить поход на Галич. Но Роман опередил их и в 1201 году стал киевским князем при поддержке чёрных клобуков и киевлян.